# 蛋白激酶C
蛋白激酶C（英語：Protein kinase C，简称PKC，EC编号：2.7.11.13）是一種蛋白质激酶家族，通过将其它蛋白质的丝氨酸/苏氨酸侧链上的羟基磷酸化来调节这些蛋白的活性。而蛋白激酶C也受二酸甘油酯（DAG）或钙离子(Ca2+)浓度的调控，因此蛋白激酶C在几个信号通路中扮演重要角色。
在人类基因组中，15个同工酶构成了PKC家族。这些同工酶可依所需第二信使的不同分为三类：典型或传统的PKC（classical or conventional PKC,cPKC）；新型的PKC（novel PKC,nPKC）；非典型的PKC（atypicalPKC,aPKC）。传统的PKC包括異形體α、βI、βII和γ，需要Ca2+、二酸甘油酯和磷脂类物质（如磷脂絲胺酸）来激活。新型的PKC包括δ、ε、η和θ同工酶，需要DAG来激活，但不需要Ca2+。因此，传统和新型的PKC都参与磷脂酶C的信号转导通路。而非典型的PKC，包括ζ和ι / λ，既不需要Ca2+，也不需要DAG激活。

## 同工酶
- 典型的 - 需要 DAG、Ca2+和磷脂类物质来激活
  - PKC-α（英语：PKC alpha） (PRKCA)
  - PKC-β1（英语：PRKCB1） (PRKCB)
  - PKC-β2（英语：PRKCB1） (PRKCB)
  - PKC-γ (PRKCG)
- 新型的 - 需要 DAG 但不需要Ca2+来激活
  - PKC-δ (PRKCD)
  - PKC-ε (PRKCE)
  - PKC-η (PRKCH)
  - PKC-θ (PRKCQ)
- 非典型的 - 既不需要Ca2+ 也不需要DAG 来激活（但需要磷脂絲胺酸）
  - PKC-ι (PRKCI)
  - PKC-ζ（英语：Protein kinase C, zeta） (PRKCZ)
- 相关的蛋白激酶D PKD  
  - PKD1 (PRKD1)
  - PKD2 (PRKD2)
  - PKD3 (PRKD3)
- 相关的蛋白激酶N PKN
  - PK-N1 (PKN1)
  - PK-N2 (PKN2)
  - PK-N3（英语：PKN3 (gene)） (PKN3)

## 外部連結
- 醫學主題詞表（MeSH）：protein+kinase+c